# Kempevallen
Kempevallen är en idrottsanläggning i Örnsköldsviksförorten Hörnett, uppkallad efter familjen Kempe som grundade den då Örnsköldsvikbaserade företagsgruppen Mo och Domsjö AB.
Förutom fotbollsplaner finns även ishallen Modohallen. Tidigare fanns Kempehallen i området som främst var MODO Hockeys hemmaarena innan Hägglunds Arena byggdes i centrala Örnsköldsvik, och revs under åren 2012/2013. Innan Kempehallen invigdes i oktober 1964, hade Kempevallen sedan 1939 även använts som Alfredshems IK:s hemmaplan i ishockey.